# Bunjevci
 Ovo je glavno značenje pojma Bunjevci. Za naselje u Primorsko-goranskoj županiji pogledajte Bunjevci (Vrbovsko).
Bunjevci jedna su od najbrojnijih grana hrvatskoga naroda čija je kolijevka zapadna Hercegovina i kontinentalna Dalmacija, odakle su se u kasnijim vremenima naselili na području Velebita, Primorja, dijelovima Like i Gorskog kotara (Lič) i kasnije po Vojvodini, odnosno po Podunavlju i Potisju. Život ranih Bunjevaca u područjima Zagore, Ravnih kotara, na područjima Dinare, Promine i Svilaje, nije bio lagan. Živjeli su od stočarstva, po malenim kamenim kućicama poznatim kao bunje (sing. bunja). Ove nastambe od suhozida sačuvale su se sve do danas i najvjerojatnije su dale Bunjevcima svoje ime. Područje koje su nastanjivali u 16. stoljeću (tada nazivan Hercegovački sandžak) bio je pod masovnom islamizacijom koju su širili Turci, i vjerojatno su bili glavni uzrok što se bunjevački puk (nazivali su se Krmpoćanima) krenuo prema sjeveru i naselio zaleđe Senja. 1605. godine prvi Bunjevci dolaze u grad Senj. Iste godine dobili su i privolu grofova Nikole i Jurja Zrinskog da se mogu naseliti u Liču kod Fužina. Bila je to prva seoba Bunjevaca u Lič u kojoj je sudjelovalo 49 obitelji. Bunjevačka plemena na Velebitu kasnije osnovaše više naselja od kojih su najpoznatija Krivi Put, Krmpote i Alan. Ovdje Bunjevci Krmpoćani nastaviše živjeti starim načinom života. Bunjevačke kuće i ovdje su malene, bave se proizvodnjom kajmaka i sira škripavca a od divljih šumskih plodova (kupina) izrađuju sok poznat kao trambuva. Svoja malena polja opasavali su kamenim zidovima kako bi ih zaštitili od erozije. Obitelji su velike, s mnogo djece.

## Povijest
Područje koje su nastanjivali u 16. stoljeću (tada nazivan Hercegovački sandžak) bio je pod masovnom islamizacijom koju su širili Turci, i vjerojatno su bili glavni uzrok što se bunjevački puk (nazivali su se Krmpoćanima) krenuo prema sjeveru i naselio zaleđe Senja. Na svom putu do Senja su se nastanili u području Zagore, od Imotskog do Pozrmanja.
Godine 1605. prvi Bunjevci dolaze u grad Senj. Iste godine dobili su i privolu grofova Nikole i Jurja Zrinskog da se mogu naseliti u Liču kod Fužina. Bila je to prva seoba Bunjevaca u Lič u kojoj je sudjelovalo 49 obitelji. Bunjevačka plemena na Velebitu kasnije osnovaše više naselja od kojih su najpoznatija Krivi Put, Krmpote i Alan u senjskom i novljanskom zaleđu. Ovdje Bunjevci Krmpoćani nastaviše živjeti starim načinom života. Stada ovaca ovih ljudi često zalaze na polja Senjanima što dovodi do sukoba i čestog sporenja na sudu. Bunjevačke kuće i ovdje su malene, bave se proizvodnjom vrhnja i sira škripavca, a od divljih šumskih plodova (kupina) izrađuju sok poznat kao trambuva. Svoja Malena polja opasavali su kamenim zidovima kako bi ih zaštitili od erozije. Čvrsti i snažni ovi ljudi uspjeli su se prilagodoti divljoj prirodi Velebita. Obitelji su velike, s mnogo djece.

### Seoba Bunjevaca u Lič
Prvi puta Bunjevci (49 obitelji) dolaze u Lič, u blizini Fužina, 1605. – 1606. godine, pristankom koji su im 'teška srca', po Juliju Čikulinu, dali grofovi Zrinski. Razlog tome je jedna neuspješna pobuna od početka 17. stoljeća. Onda se je skupina bukovičkih Bunjevaca uz pomoć senjskih krajišnika naselila na posjede Zrinskih u Liču. Iz tog vremena zabilježena je prisega koju su dali 1605. godine. Grofovi su ih nastojali dovesti u red svojih kmetova, ali to nije odgovaralo ovim Krmpoćanima koji su na području pod turskom vlašću pripadali martolozima, pa su kao vojnici uživali posebne povlastice. U Liču sebi sagradiše crkvu na čijemu mjestu danas stoji veliki križ u spomen na nju. Obitelji Krmpoćana koje su naselile Lič pripadale su skupini Krmpotića među kojima se spominju prezimena Skorupović, Mikulić, Butorčić, i drugi, sva prezimena su poznata. Spominju se također i Krmpotići iz skupine Vojnića (Matijević, Galešić, Petković, Vojnović, Gudelić, Božić i najbrojniji Vojnići). Treća grupa Krmpotića pripadala je Sladovićima (prezimena Sladović, Lovrić, Mikulić, Horčević i druga). Sve ove skupine Bunjevaca koje su se našle u Liču počele su isticati svoje hrvatsko ime. Između 1608. i 1614. godine Bunjevci iz Liča, vjerojatno zbog visokih nameta i pokušaja Zrinskih da ih pretvore u svoje kmetove, počinju se seliti prema moru i otocima. Dio Bunjevaca do 1609. godine, osobito Butorci, predvođeni Pericom Butorčićem, napuštaju Lič, oni osnivaju nova naselja između Ledenica, Liča i Kapele. Glavnina Butoraca naselila se pak u području Krmpota gdje mnogi i danas žive.

### Druga seoba u Lič
Bunjevačkim obiteljima područja u senjskom zaleđu uskoro postadoše pretijesna. Već na početku 1627. godine dolazi do novih pokreta Bunjevaca-Krmpoćana koji se uputiše opet prema Liču. Ovaj puta Lič naseliše Deranje, Blaževići, Prpići, Tomići, Tomljanovići, Jovanovići (izgovor je drugačiji nego u srpskom prezimenu Jovanović. Bunjevci Jovanovići svoje prezime izgovaraju brzo. Jovanovića danas ima dosta u Gospiću), Pilipovići, Blaževići, Marasi, Krpani, Pavličevići, Pavelići (koji su uskoro opet otišli), Peričići, Šojati, Vukelići i danas tamo najbrojniji Radoševići i Starčevići. Neveliko Ličko polje, veoma plodno i poznato po uzgoju krumpira, brzo im je postalo pretijesno, pa se Krmpoćani uskoro opet počeše seliti prema moru. Radoševići i Starčevići, danas najbrojniji stanovnici Liča, još se uvijek tamo nalaze. Kad danas slušate Bunjevca iz Liča, odmah ga možete prepoznati po onome 'bija sam', jezik im se naravno razlikuje od susjednih stanovnika Fužina, ili pridošlica koji su došli u Lič.

### Treća seoba
Nakon druge seobe Bunjevaca u Lič mnogi se vratiše u krajeve između Ledenica i Senja. Došavši s mnogo stoke i tražeči pašnjake počeli su upadati na pasišta i polja Ledeničanima i Senjanima. Uzurpiraju i pašnjake, a i na nekim sjenokošama počinju obrađivati tlo. Ne mogavši im stati na kraj Ledeničani i Senjani počinju voditi sudske sporove protiv ovih Bunjevaca. Oni pak za tužbe ne mare, ne boje se ni vojne sile. Nastaviše i dalje po starom te si grade nastambe i krče šikare i polja ograđuju kao svoja. Zapisi o sudskim sporovima protiv Bunjevaca Krmpoćana javljaju se sve do 1681. godine. Krmpoćani do 1636. godine osvojiše sva zemljišta od Ledenica do Senja. Treća seoba započinje 1654. godine. Bunjevci naseliše Senjsku Dragu, Melnice, Vratnik te na područje Krasnog. U ovoj seobi sudjelovali su Rukavine, Devčići, Samaržije, Štokići, Babići, Adžići, Margete, Horvačevići, Miškulini, Markovići, Modrići, Popovići, Lukanovići, Skorupi, Smokrovići, Vrbani, Žarkovići, Trošelji, Buljevići, Njegovani, Lucići, Gržetići, Mandekići, Grubišići, Dešići, Rogići, Vukušići i Dadići. Svega skupa na tlo Like, Gorskog kotara i Primorja naselilo se preko 6.500 Bunjevaca. Pred Turcima je u to vrijeme od Senja do Karlobaga izbjeglo preko 12.000 Hrvata-čakavaca, ovi su nastanili područje Gradišća.
Knez ražanački Jerko Rukavina zajedno je s knezom vinjeračkim Dujmom Kovačevićem poveo 1683. godine Bunjevce u Bag (današnji Karlobag). Nekoliko godina poslije, 1686. godine, poveli su Bunjevce dalje u Liku. Put kojim su poveli svoj narod bio je preko prijevoja Baških vrata, a smjestili su se u četirima selima: Brušanama, Trnovcu, Smiljanu i Bužimu.
U svezi s ovim seobama je spontani svehrvatski ustanak stanovništva protiv osmanske vlasti, u kojem su sami oslobodili Dalmaciju i prodirali u Liku. Mlečani su izbjegavali zamjeriti se Turcima, no kad su uvidjeli uspješno odvijanje ustanka, pristupili su savezu Svete Lige i objavili rat Turcima sljedeće godine.

### Seoba Bunjevaca u Bačku
Bunjevci u Bačku i Mađarsku sele u prvoj polovici 17. stoljeća (negdje 1620.) pod vodstvom franjevaca Andrije Dubočca (s 2700 duša), Mihovila iz Velike s 2.300 ljudi, Ivana Seočanina (1.500 ljudi), zatim Ilije Dubočca, Josipa Rančanina i Šimuna iz Modriča sa 6.500 ljudi koji su poveli i svoju stoku, zatim Grge Zgonščanina iz područja Mostara s 4.500 ljudi i Jure Turbića s 5.300 ljudi. Gotovo 23.000 Bunjevaca naselilo je Podunavlje i Potisje. Naseliše gradove i mjesta u krajevima od Deronja preko Sombora i dalje do Pešte i Ostrogona. U starim rukopisima nazvaše ove ljude 'Dalmatincima' (Dalmatinima) navodeći da s njima pod vodstvom franjevaca došli i Bunjevci iz Hercegovine. Bunjevci u Bačkoj unatoč teškoj političkoj situaciji sačuvaše također svoj jezik, kulturu, pjesme i pisanu riječ.
Veće seobe počinju nakon bitke kod Beča 1683. godine, a jedna se zbila pod vodstvom 18 otaca sv. Franje, koji su u Bačku stigli u jesen 1686. godine, gdje je već bilo oko 150 bunjevačkih obitelji, no nema zapisa kada je ovih 150 obitelji doselilo. Među njima se spominju Prćići.
Seoba završava 1687. godine pod vodstvom Markovića, Vidakovića i otaca franjevaca preko Hrvatske i Slavonije u Bačku. U isto vrijeme spada seoba Bunjevaca iz Bosne, Hrvatske i Dalmacije pod vodstvom šest otaca franjevaca.
Po spisima biskupa Nikole Plumba ovih šest otaca su:
1. Otac Andrija Dubočac franjevac iz dubočačke župe dovede u bačku 2700,
2. Otac Mihovil Velika 2300,
3. Otac Ivan Seočanin iz Majevaca 1500,
4. Otac Ilija Dubovac i o. Šimun Rončanin iz Modrića 650,
5. Otac Zgozđanin iz Sevčine 4500,
6. Otac Đurađ Turbić iz Čuzmadagnja 5300, duša.
Svi ti Bunjevci bijahu smješteni u okolini Segedina, Subotice, Baje i Sombora. Prva najpoznatija prezimena bila su: Adamović, Antunović, Barišić, Bilogrivić, Grubišić, Dujmović, Vojnić, Dulić, Mamužić, Ivković, Stipić, Šarčević, Stantić, Guganović, Kuntić, Kusulja, Skenderović, Mandić, Rajić, Vidaković, Čović, Piuković, Rudić, Latinović, Pilasanović, Vuković, Čilić, Boganović, Bogišić, Beretić, Parčetić, Marković, Carinić, Lovrić, Jurić, Mihalović, Sudarević, Vujković, Kujundžić, Peić, Malagurski, Matković, Kulić, Neorčić, Kajić, Jaramazović, Horvacki, Gršić, Francišković, Delić, Barić, Blesić, Pastorović, Drnić.
U starijim dokumentima se bunjevački Hrvati nalaze i pod imenima Dalmatinaca, Bunjevaca i Ilira.
U samoj Bačkoj tek se u 19. stoljeću pojavljuje ime Bunjevac, a Bunjevcima su to ime radije davali drugi nego što su ga Bunjevci davali sami sebi. Mnogi Bunjevci su se mađarizirali za vrijeme Habsburškog Carstva odnosno Austro-Ugarske. Kod nekih to je bilo izrazom vlastitog interesa otuđene elite, a u drugim slučajevima to je bilo posljedicom agresivne, antimanjinske, asimilatorske politike Kraljevine Ugarske koja je nastojala pomađariti sve manjine, a posebice su im na meti bili Bunjevci i Šokci. Dio Bunjevaca posrbio se pod utjecajem velikosrpskih ideja Vuka Karadžića. Dio tih Bunjevaca je do propasti Austro-Ugarske bio žestokim pristašama mađarizacije, a kad su ostali bez jednog gospodara, priklonili su se novom gospodaru. 1990-ih, režim Slobodana Miloševića je promicao "posebnu" "bunjevačku naciju" "koji nisu Hrvati", a uz potporu tog režima se formirala Bunjevačko-šokačka stranka koja je koalirala sa Socijalističkom partijom Srbije, JUL-om i SRS-om.

### Hrvatski narodni preporod
Za buđenje hrvatske nacionalne svijesti kod Bunjevaca bilo je podosta pogubno to što su se bunjevački Hrvati 1848. godine stavili na stranu Mađara u njihovoj revoluciji.
Uz okolnost nedovoljnog broja škola na hrvatskom jeziku, i zaluđenost bunjevačkih intelektualaca mađarskim nacionalnim životom i kulturom te sjajem i raskošem mađarske aristokracije, samo su išle na ruku pomađarivanju viših slojeva bunjevačkih Hrvata.
Godine 1868. sastale su se bunjevačke čelne osobe i izaslanici. Odlučili su da će se i dalje držati nadimka Bunjevaca, jer su procijenili da bi u slučaju uzimanja svog pravog nacionalnog imena, hrvatskog, da bi bili izloženi još ustrajnijem pritisku i progonu od mađarskih vlasti, čiji su se mađarizacijski potezi iznimno razmahali nakon austro-mađarske nagodbe 1867. godine. U tom pravcu objašnjava zašto je u preporodno doba bila takva razlika između Srijema i Bačke. Dok su po Srijemu, koji je bio u Kraljevini Hrvatskoj, nicale ustanove s hrvatskim predznakom, u Bačkoj se pokretalo čitaonice i sl. ustanove pod neutralnim, eventualno bunjevačkim imenom. Primjerice, Pučkoj kasini je odobren rad tek kad je iz izvorno predloženog imena izbačen pridjev "Bunjevačka". Neutralne nazive se koristilo jer bi uporaba hrvatskog ili do tada često zastupljenog dalmatinskog imena za Bunjevce, moglo povući teške političke optužbe za nelojalnost, panslavizam i sl., pa su s neutralnim imena trebali vlastima dokazati da su odani mađarskoj državnoj ideji.

## Nacionalna pripadnost

### Mediji
Dana 26. srpnja 1945. godine subotički dnevnik Hrvatska riječ napisala je podulji članak naslovljen "Mi smatramo da su Bunjevci po narodnosti Hrvati", u kojem su obrazložili nacionalnom podrijetlu Bunjevaca. Od bitnijih dijelova, valja istaknuti ove: "Takozvano «necionalno pitanje» Bunjevaca postoji... Ono postoji još samo kao zabluda, ostatak u mišljenju, navika, a negdje kao zlonamjerna tendencija da stvori jedno pitanje više i u tome prave teškoće. Starije ljude, koji još žive u tradicijama, mi razumijemo. I nama je ime "Bunjevac" drago, ali kao oznaka porijekla, a ne kao nacije, jer po naciji mi smo Hrvati. Mi smo samo protiv onih koji ovakav naš stav zlonamjerno tumače kao zabranjivanje imena "Bunjevac", kaže se u indikativno objektivnom pisanju tadašnjih novina."

### Zloporabe
Velikosrpskim krugovima nije nikako odgovaralo buđenje hrvatske nacionalne svijesti u Bunjevaca. 
Raspadom Austro-Ugarske snažno se krenulo s pokušajima srbiziranja Bunjevaca. Unatoč pokušajima srpske administracije, koja je brojne Bunjevce klasificirala pod kategoriju "katolički Srbi", vrlo ih se malo deklariralo katoličkim Srbima.
»Razdoblje od 1918. do 1928. u povijesti bačkih Bunjevaca sažeto je označio Vaso Bogdanov: "Želeći prvo da ih u eri pseudoparlamentarizma (1918-28) pretvore u svoju pokornu glasačku vojsku, velikosrpski vlastodršci pokušali su Bunjevce silom da srbiziraju, sredstvima - koja se često nisu razlikovala od postupaka mađarizacije peštanskih šovinista..." (V. Bogdanov, Bunjevci, Enciklopedija Jugoslavije, II, Zagreb, 1956., str. 309.«
Zbog neuspjeha te akcije, krenulo se s politikom vezivanja Bunjevaca samo za regionalno ime odnosno držanja što dalje od hrvatstva. Da bi mogli doći na visoke dužnosti, Bunjevci su se morali odreći svoje hrvatske ideologije, i prijeći u režimske stranke. Primjer za to je gradonačelništvo nad Suboticom. Starješina Hrvatskog sokola prije Prvoga svjetskog rata i HSS-ov član Ivan Ivković Ivandekić je za dolazak na mjesto gradonačelnika morao pristupiti Jugoslavenskoj nacionalnoj stranci, te kasnije zatim Jugoslavenskoj radikalnoj zajednici.
»Isticanje Hrvatstva u Subotici nije godilo ni Srbima ni vladinim krugovima. Oni su htjeli da Bunjevci i nadalje ostanu Bunjevci i da budu most između Srba i Hrvata za stvaranje Jugoslavenstva. Međutim Bunjevci su vidjeli da od njih hoće da naprave most zato da gaze po njemu.«
Vojna obavještajna služba iz Subotice 1934. godine izvijestila je šefa u Beogradu o buđenju hrvatske svijesti među Bunjevcima, poglavito zahvaljujući svećenstvu i inteligenciji (spominju i književnika Petra Pekića, autora povijesti Bunjevaca-Hrvata, čiju su knjigu zabranili jer "širi plemenski separatizam"), navodeći da je "sva bunjevačka inteligencija i najmanje 80% bunjevačkog naroda potpuno hrvatski i strogo katolički, ne samo orijentisana, nego i oduševljeno zadahnuta", tako da "Na severu naše države... mi imamo danas 100000 novih Hrvata".
Projekt stvaranja umjetnog bunjevačkog naroda, na štetu Hrvata bio je dijelom projekta, kojim se išlo zatrti trag postojanja Hrvata uopće. Promicanje bunjevačke nacije, sve u cilju smanjenja broja Hrvata i stvaranja umjetne nacije Bunjevaca, sve u cilju pripisivanje iste Srbima ("Srbi katoličke vjere") bilo je izraženo za zadnjih desetljeća Jugoslavije, a u pojedinim srpskim političkim i jezikoslovnim ekspanzionističkim krugovima još i prije.
Sliku o dekroatizacijskim nastojanjima vladajućih krugova u Srbiji najbolje je dao bunjevački Hrvat, filozof Tomislav Žigmanov: "Milošević je odlučio Hrvate u Vojvodini umjetno podijeliti, pa je financijski podupirao organiziranje Bunjevaca, davao im je novac za izdavanje knjiga i novina, a oni su kao sluge za uzvrat lovili Hrvate po Vojvodini kako bi ih Milošević mogao slati na frontove. Dolaskom Koštunice Bunjevci proživljavaju renesansu. Hrvatska politička elita u Vojvodini i vodstvo DSHV-a nisu dorasli rješavanju toga problema, a vlasti u Hrvatskoj za njega su posve nezainteresirane". Naglasio je i da se brojni vojvođanski Hrvati i danas izjašnjavaju kao Bunjevci zbog straha za svoju egzistenciju, jer biti Hrvat u Srbiji nije baš popularno.
Jedna od najboljih potvrda da je nacionalno izjašnjavanje kao "Bunjevac" vid kriptohrvatstva je i podatak, kojeg je dao generalni konzul Republike Hrvatske u Subotici, Davor Vidiš, u emisiji Otvoreni studio Radija Subotice, 26. rujna 2007. godine: "U interesantnoj smo situaciji, jer smo svjesni da neki od pripadnika takozvane bunjevačke nacionalne zajednice imaju hrvatske dokumente koje su stekli temeljem činjenice da su prezentirali dokumente u kojima su se izjašnjavali kao Hrvati."

### Poznati Bunjevci o sebi
Poznati Bunjevci ovako su izrekli svoje hrvatstvo:
- Blaško Rajić, 23. travnja 1939. godine: "...priznajemo se za česti i uda onoga naroda koji živi u Međimurju, u Zagorju, u Lici pod Velebitom, na Hrvatskom Primorju...koji s nama isti jezik govori...iz kojeg je ustao Ante Starčević i Stjepan Radić...Priznajemo se za česti hrvatskog naroda".
- Blaško Rajić, 10. studenoga 1939. godine: "Izrekli smo nebrojeno puta jasno i glasno i to su svi morali čuti, da smo mi Bunjevci članovi hrvatskog naroda...što smo od iskona bili..."
- Josip Đido Vuković, 10. studenoga 1939. godine: "Nama Bunjevcima Hrvatima može se zahvaliti što postoji Vojvodina u sklopu naše državne zajednice." (op. č., govori o ondašnjoj Kraljevini Jugoslaviji)
- Blaško Rajić i Josip Đido Vuković, prosvjedujući na izjavu ministra Nikole Bešlića, da "Bunjevci nisu ni Srbi, ni Hrvati već Jugoslaveni...neka samo i dalje ostanu Bunjevci", idućeg dana, 13. rujna 1939. godine brzojavom predsjedniku vlade Dragiši Cvetkoviću odgovaraju "Protiv ove njegove izjave odlučno prosvjedujemo, jer Bunjevci su bili i ostaju ono što jesu, Hrvati"
- Ive Prćić, 11. studenoga 1939. godine: "...tko neće da prizna hrvatstvo Bunjevaca, taj je neprijatelj integriteta državne cjeline" (govoreći o Jugoslaviji)
- Blaško Rajić, 14. travnja 1940. godine: "Braćo Hrvati u hr. domovini... da znadete, da smo i mi sinovi Bačke isto što i vi: Hrvati oduvijek...da su bačke krajeve ovoj državi (Jugoslaviji, op.č.) spasili samo bački Hrvati. Kad se krojila sjev. granica, baš mi, subotički Hrvati, nas 70 tisuća smo digli svoj glas..."
- Aleksa Kokić, u pjesmi: "Hrvati bili smo uvijek - Hrvati odsad biti" (stih na ploči u Subotici postavljenoj povodom 250. obljetnice doseljenja bunjevačkih Hrvata)

## Kultura

### Jezik
Narječje Bunjevaca je štokavsko, ikavskog govora; u Hrvatskoj se sačuvao u dijelovima Dalmacije, odakle su ga sa sobom donesli osobito na područje od Senja do Krmpota (naselja Krivi Put, Alan i Krmpote). Daljnjom seobom Bunjevci ovaj govor šire i u Liku gdje još govore 'lipo dite', 'sino' (sijeno), 'vridan bija'. I u seobi u Bačku isti je slučaj i čuvaju svoje "dragocjeno" 'i' ('pisma', itd.).

### Plemena
| Pleme                     | Opširnije |
| ------------------------- | --- |
| Baleni                    | Balene poznajemo još od ranog 17. stoljeća kao Balenoviće, 1605. sele u Lič, četiri godine kasnije (1609) nalazomo ih u selima Šator i Podomar, gdje su se još zadržali. Dio Balena kasnije odlazi u Balensku Dragu, a kasnije i u Lovinac (Lika). 1745. dolaze u Skočaj i Sveti Rok. Baleni su snažno bunjevačko hrvatsko pleme koje danas nalazimo po mnogim mjestima. Mnogo ih je (kao Balenovića) kod Slavonskog broda. |
| Blaževići                 | Ovo pleme veoma se razgranalo po Gorskom kotaru, Primorju i Lici, osobito u Mrkoplju, Sungeru, Smokvici, Starom Selu, i Mrzlom Dolu. Pleme kasnije odlazi u Lovinac i Gračac, pa u Bužim i Smiljan, na koncu i Sibinj kod Slavonskog Broda gdje su odselili i mnogi Pavelići. |
| Budisalići ili Budiselići | Vrlo poznato hrvatsko bunjevačko pleme koje 1605. nalazimo u Liču. Prenapučenost ih tjera u Liku (Lovinac). Ovi se uskoro se šire po Lokvama, Sungeru i Mrkoplju, na koncu polaze tragom Balena i Pavelića u Sibinj kod Slavonskog Broda gdje ih nazivamo Budisavljevićima. Pleme je veoma plodno a šire se i nadalje pod imenom Budiselići. |
| Butorci                   | Ovo je jedno od najpoznatijih plemena Bunjevaca, selili su se u Lič ali su odselili u Mrkopalj, Tuk i Sunger. Odlaze i u područje Ledenica. |
| Cvitkovići                | Cvitkovići su porijeklom iz Hercegovine (područje rijeke Neretve), također sele u Krmpote, (Klenovicu) i više naselja u Lici. |
| Jovanovići                | Doseljavaju se u drugoj seobi (1627) na područje Zagona. Naseljavaju se i u Novi Vinodolski i u Crikvenicu. |
| Krmpotići                 | Pleme Krmpotića, nalazimo još u 15. stoljeću u Hercegovini. U Lič dolaze 1605. odlaze a neki u naseljavaju Veljun, dio Krivog Puta. Jedno od najmnogoljudnijih plemena Bunjevaca naseljavaju i područja Senjske Drage, Stolca, Senja, zatim u Pazarište, Bilaj pa i u Udbinu. |
| Krpani                    | Pleme Krpana također je veliko, od 1627. mnogo ih je u Mrkoplju. Osobito ih ima u Krmpotama, i to Drinku i Ruševu, otuda neki sele u Liku, Lovinac i Lipe kod Gospića. Mnogi odlaze u Zagreb, Rijeku, Crikvenicu, Novi Vinodolski i Slavoniju. |
| Matijevići                | U Lič 1605. seli dvije obitelji, napustili su ga kao i Pavelići. Matijevići sele u područje Prizne, a otuda kasnije i Pazarišta, Lovinac i Kanižu u Lici. |
| Miletići                  | Ovo pleme također seli 1605 u Lič, ali ih više tamo nema. Pleme kasnije odlazi u krmpotsku Klenovicu, pa i u Smiljan, Pazarište i Lovinac. |
| Pavelići                  | Pavelići su jedno od najvećih i najpoznatijih bunjevačkih plemena. U Lič sele u drugoj seobi (1627.) ali se tamo nisu dugo zadržali i tamo više nema nijedne njihove obitelji. U Poljicama podno Mosora (po R. Pavelićevim) podacima postoje tri obitelji. Nadalje, ima ih u selu Čaporice kod Sinja gdje žive kao Pavelići i pod prezimenom Pavel. Iz Liča Pavelići se vraćaju natrag i naseljavaju se u spomenutom Krivom Putu, točnije u Mrzlom Dolu i Serdarima, a jedna grupa odlazi u Krmpotsko selo Bilo. U 18. stoljeću dio Pavelića naseljava Zabukovac i Podbilo. Pavelići se dalje šire u Liku, pa dolaze u Smiljan, Otočac i Lovinac. otuda mnogi odlaze i u Sibinj kod Slavonskog Broda. |
| Pavličevići               | Iz Liča Pavličevići sele samo u Krmpotsku Luku i Drinak. Neke obitelji sele u Slavoniju. Od ovog plemena poznat je povjesničar dr. Dragutin Pavličević, autor knjiga o porijeklu Bunjavaca Like i Hrvatskog Primorja. |
| Pećanići                  | u Lič dolazi 1605. jedna obitelj, odlaze zatim u Šator pa u Pazarište u Lici. i |
| Peričići                  | Doseljavaju se u trećoj seobi na područje Zagona. Naseljavaju se i u Novi Vinodolski i u Crikvenicu. |
| Petrovići                 | Pleme Petrovića porijeklom je od krmpotskog kneza Damjana Krmpotića koji ih 1605. dovodi u Lič. Danas žive u Mrkoplju, Sungeru i Fužinama. |
| Pilipovići                | Pilipovići ili ponekad Filipovići su iz Hercegovine došli u Dalmaciju, pa u Lič. 1626. naseljavaju Bilo, Podomar i Ruševo. Ovo pleme snažno se razvilo pa su mnogi naseljeni u Zagrebu, Senju, Novom Vinodolskom, BIH i Slavoniji. |
| Prpići                    | Ovaj snažan rod Bunjevaca u 17. stoljeću naseljava Primorje i sve do Karlobaga. Vrlo se brzo šire, pa odlaze u Mrkopalj, Švicu, Gospić. Ima ih po svim kontinentima. Jedan od Prpića (Rudi Prpić; tamo poznat kao Rudy Perpich, bio je i guverner države Minnesote. |
| Radoševići                | Druga najjača bunjevačka grupa u Liču. Ima ih dosta u Mrkoplju i nešto u Tuku i Sungeru. Preko Primorja neki Radoševići odlaze u Pazarišta a kasnije sele u Slavoniju. |
| Rončevići                 | Kuterevo |
| Rukavine                  | |
| Starčevići                | Oni su uz Radoševiće najbrojniji stanovnici Liča, 107 kuća (1933), nadalje tridesetak kuća u Mrkoplju, nešto u Sungeru i Tuku. Starčevići su brojni i u Lici, osobito u Gospiću i Smiljanu. Najpoznatiji im je pripadnik dr. Ante Starčević iz Žitnika (1823-96.) |
| Šojati                    | Šojati također sudjeluju u područje Liča gdje ih još ima. Dio Šojata naseljava kasnije i Senjsku Dragu, neki prelaze i u Liku, osobito u Gospić. Između dva svjetska rata mnogi odlaze u Slavoniju. Danas su brojni u Zagrebu. |
| Tomičići                  | Ovo pleme 1633. iz Liča odlazi na Stanića Brig, zatim dolaze bliže moru, kod Tomišine Drage, i na koncu se za stalno nasaeliše u naselju Rupa. Veliki dio Tomičića danas živi u Senju, Rijeci, Novom Vinodolskom i Zagrebu. |
| Tomljanovići              | Ponekad se nazivaju i Tomljenovići, sudjeluju u seobi u Lič, a neki odlaze i u Sunger. Obitelji Tomljanovića 1633. prelaze na područje između Ledenica i Senja pa i na područje Karlobaga, Lukovog Šugarja i Crnog Dabra, neki odlaze i u Sunger. Naseljavaju se i u Lici u Smiljanu i Lovincu. Tomljanovići su vrlo brojni, mnogo ih je danas u Zagrebu. Tomljenovići su u današnje vrijeme naseljeni najviše na području grada Zagreba, u inozemstvu u Vancouveru, Illinoisu, Chichagu, Sidneyu, Nebraski, Michiganu, Kaliforniji. Jedan od najpoznatijih Tomljenovića bio je izabran dva puta za Hrvatskog bana 1919. – 1920. dr. Tomislav Tomljenović i 1920. – 1921. godine.                     |
| Vrkljani                  | Vrkljani iz Senja naseljavaju Lovinac (1691) pod vodstvom Petra Vrkljana. Njegovi potomci potom naseliše Sveti Rok i Pazarišta u Lici. Neke obitelji Vrkljana postaju plemićke. U Hrvatskom zagorju 1828, barun Vrkljan sagradio je dvorac Januševac u Prigorju Brdovečkom kraj Zaprešića. |
| Vukelići                  | Veoma su brojan rod, nalazoimo ovaj plemeniti narod hrvatski u Drežnici gdje ima i Srba Vukelića. Vukelića ima nadalje u Vukelić Dragi, Kuterevu (odakle je i pleme Rončevića), zatim u Klancu, Melnicama, Žutoj Lokvi. -Sva su ova bunjevačka plemena pokazala veliku reprodukcijsku moć i snagu za održanjem. |

### Rani običaji
Bunjevci su izvorno pastirski narod koji živi od uzgoja stoke, goveda, ovaca i koza, bili su svakako vrsni stočari. Poljoprivreda im je bila dosta oskudna, povrće nisu nikada uzgajali, a na stolu se najčešće našla palenta i 'mliko', zatim sir, maslo, jaja, meso se iz štednje jelo rjeđe. Siromašni bunjevački puk ipak je bio veoma gostoljubiv, a to su ostali i danas. Pred gosta, bio poznat ili stran, stavlja se sve što se ima. Žene su se prije bavile predenjem, pletenjem i tkanjem od vunene pređe. Kuće su imale jednu ili dvije prostorije, često u zavjetrini od metar i više debelog kamenog zida, goveda su često bila pod istim krovom s ljudima. Namještaj bio im je oskudan a jelo se iz iste posude, obično zemljane, drvenim žlicama.

### Glavna naselja Bunjevaca u Hrvatskoj
Cesarica, Klenovica, Krasno Polje, Krmpote, Krivi Put, Lič, Lukovo Šugarje, Senjska Draga, Stinica, Seline, Zagon. Osim u ovim naseljima Bunjevaca ima dosta po drugim gradovima i naseljima. Značajna takva naselja su: Bakar, Bjelovar, Brinje, Buje, Buzet, Crikvenica, Čakovec, Čazma, Daruvar, Delnice, Donji Miholjac, Drniš, Duga Resa, Đakovo, Glina, Gospić, Ilok, Imotski, Jastrebarsko, Karlovac, Krapina, Kutina, Kutjevo, Metković, Novi Vinodolski, Ogulin, Oštarije, Otočac, Pakrac, Pleternica, Poreč, Pula, Ražanac, Rijeka, Rovinj, Samobor, Sibinj, Sinj, Sisak, Starigrad-Paklenica, Subotica, Sombor, Šibenik, Trilj, Trogir, Udbina, Valpovo, Varaždin, Virovitica, Zadar, Zagreb, Žuta Lokva.

### Legenda o Krivom Putu
Naseljavanjem Bunjevaca na područje Velebita te u zaleđu Senja, ovo područje postaje poznato kao krmpotsko. U području kod današnjeg Krivog Puta, iznad Senja, izgubili su se konji senjskih venturina (izbjeglice pred venecijanskom vlasti). Prema predaji, u potrazi za njima, jedan ih je Bunjevac uputio da su otišli 'onim krivim putićem'. Kraj inače dotada poznat kao svetojakovski i kasnije krmpotski, dobio je od tog vremena naziv Krivi Put.

## Poznati Bunjevci
- Josip Andrić (Bukin, 14. ožujka 1894. – Zagreb, 7. prosinca 1967.) (neki izvori navode 11. ožujka kao nadnevak rođenja) bio je bački hrvatski skladatelj, folklorist, sakupljač narodnog blaga i muzikolog.
- Ivan Antunović (Kunbaja, 19. lipnja 1815. – Kalača, 13. siječnja 1888.) je bio bački hrvatski pisac i naslovni biskup u Kalači.
- Jakov Blažević (Bužim kod Gospića, 24. ožujka 1912. – 10. prosinca 1996.) je bio političar za vrijeme Socijalističke Republike Hrvatske, komunistički prvak.
- Goran Bogdan (Široki Brijeg, 2. listopada 1980.) je hrvatski kazališni, televizijski i filmski glumac.
- Zvonko Bogdan (Sombor, 5. siječnja 1942.) je pjevač tradicionalne vojvođanske pjesme.
- Ivana Brkljačić (Villingen-Schwenningen, 25. siječnja 1983.), hrvatska atletičarka, hrvatska prvakinja u bacanju kladiva.
- Karlo Brkljačić-Kacan (Trnovac, 1869. - Trnovac, 9. travnja 1936.) je bio hrvatski političar.
- Mile Budak (Sveti Rok, 30. kolovoza 1889. – 7. lipnja Zagreb, 1945.), bio je hrvatski političar, odvjetnik, jedan od ideologa ustaškoga pokreta.
- Grgur Čevapović (u izvorima i Grgur Ćevapović) (Bertelovci kod Požege, 23. travnja 1786. – Budim, 21. travnja 1830.),[1] jezični reformator i hrvatski pisac iz Mađarske.
- Marko Čović (Subotica, 17. prosinca 1915. – Sao Paolo, Brazil, 12. travnja 1983.) je bački hrvatski književnik.
- Mato Došen (Zagreb, 25. lipnja 1953. – Zagreb, 2. travnja 2010.) hrvatski glazbeni producent, aranžer, vokalist, klavijaturist i tekstopisac.
- Petar Došen (Gospić, ? - Gospić, 1878.) je bio pukovnik austrijske carsko-kraljevske vojske i časnik Napoleonove vojske.
- Vid Došen (Tribanj, oko 1719. – Dubovik kraj Broda na Savi, 1778.) je bio hrvatski svećenik, pjesnik i publicist.
- Prof. Ante Evetović-Miroljub (Bački Aljmaš, 12. lipnja 1862. – Valpovo 24. veljače 1921.) je bio bački hrvatski književnik, pjesnik, svećenik, profesor filozofije, katehet, publicist i javni djelatnik.
- Matija Evetović (Aljmaš, 24. veljače 1894. – Subotica, 2. srpnja 1972.) je bački hrvatski znanstvenik i književnik.
- Lazar Francišković (Subotica, 4. srpnja 1948.) je bački hrvatski književnik i književni kritičar.
- Ante Jakšić (Bereg, 22. travnja 1912. - Zagreb, 30. studenog 1987.) je bio bački hrvatski književnik, pjesnik, pripovjedač, novelist i romanopisac.
- Stjepan Jovanović (Pazarište, Gospić, 5. siječnja 1828. – Zadar, 8. prosinca 1885.), barun, vojni zapovjednik i podmaršal austrijske vojske.
- Antun Karagić (u mađ. dokumentima Karagity Antal[1])(Gara, Mađarska, 2. lipnja 1913. – Pečuh, Mađarska, 1966.) je hrvatski književnik.
- Aleksa Kokić (Subotica, 14. listopada 1913. – Cetinje 17. srpnja 1940.), hrvatski književnik, pjesnik, prozni i pisac kazališnih komada, te esejist i publicist.
- Jakov Kopilović (Subotica, 9. srpnja 1918. – 18. studenog 1996.) je hrvatski književnik.
- Mirko Kopunović (Subotica, 1952.) je bački hrvatski pjesnik.
- Ante Kovačević (1894. – 1975.), bio je hrvatski književnik, po struci učitelj. Rodom je iz Smiljana.
- Dujam Kovačević je bio knez vinjerački. Za hrvatsku je povijest bitan kao vođa seobe Bunjevaca u Liku.
- Edo Kovačević (Gospić, 16. studenog 1906. – Zagreb, 15. ožujka 1993.), hrvatski akademski slikar.
- Ferdinand Kovačević (Gospić, 25. travnja 1838. – Zagreb, 27. svibnja 1913.), izumitelj, stručni pisac, pionir hrvatske telegrafije.
- Ivica Kovačević (Gospić, 12. lipnja 1873. – Zagreb, 18. siječnja 1953.), bio je hrvatski odvjetnik, pisac i političar.
- Nikola Kujundžić Mišakov (Subotica, 9. veljače 1861. – Bajmak, 22. siječnja 1906.) bio je bački Hrvat, hrvatski književnik, pjesnik, pisac, publicist, prevoditelj.
- Pajo Kujundžić (Subotica, 15. svibnja 1859. – 10. listopada 1915.) je bio bački hrvatski svećenik.
- Mara Malagurski-Đorđević (izvorni oblik je Malagurska; negdje i kao Mara Đorđević-Malagurski) (Subotica, 20. srpnja 1894. – Beograd, 9. kolovoza 1971.), bačka je hrvatska književnica, etnografkinja i prevoditeljica.
- Augustin Ago Mamužić (u mađ. izvorima Mamuzsits Ágoston) (Subotica, 27. travnja 1844. – Subotica, 21. ožujka 1902.) je bio bački hrvatski pisac i novinar.
- Ivan Đalma Marković (Senj, 6. studenog 1928. – Zagreb, 15. studenog 2006.), hrvatski nogometni trener i igrač.
- Marijan Matijević (Duboki Dol kod Gračaca, 10. siječnja 1878. – Zagreb, 21. prosinca 1951.), hrvatski hrvač grčko-rimskim stilom i dobrotvor.
- Antun Gustav Matoš (Tovarnik, 13. lipnja 1873. – Zagreb, 17. ožujka 1914.), bio je hrvatski pjesnik, novelist, feljtonist, esejist, putopisac.
- Jasna Melvinger (Petrovaradin, 6. svibnja 1940.) hrvatska je književnica, jezikoslovka, i sveučilišna profesorica.
- Lazar Merković (Subotica, 14. lipnja 1926.) je hrvatski književnik.
- Milovan Miković (Subotica, 17. srpnja 1947.) je hrvatski književnik.
- Kalor Milodanović (1847. – 9. ožujka 1883.) je bio bački hrvatski novinar i jedan od nositelja hrvatskog nacionalnog preporoda u Bačkoj.
- Luka Modrić (Zadar, 9. rujna 1985.), hrvatski je profesionalni nogometaš.
- Toma Nekić (Jasenica, 17. siječnja 1690. – 1754.), ninski biskup.
- Ivan Pančić (Subotica, 11. prosinca 1933. – 16. lipnja 1992.) je bački hrvatski književnik.
- Ante Pavelić (Bradina kod Konjica, 14. srpnja 1889. – Madrid, 28. prosinca 1959.), hrvatski političar i odvjetnik, vođa Ustaškoga pokreta
- Fra Emerik (Mirko) Pavić (Budim, 5. siječnja 1716. – Budim, 15. travnja 1780.) je bio hrvatski književnik i prevoditelj iz Mađarske.
- Petar Pekić (mađ: Pékity Péter) (Gornji Sveti Ivan, Mađarska, 1896. – 1965.) je bio bački hrvatski povjesničar, slavist i književnik.
- Ivan Petreš (Kaćmar, 21. listopada 1876. – Baja, 14. lipnja 1937.) je bio bački hrvatski književnik.
- Jure Petričević (Starigrad-Paklenica, 6. listopada 1912. – Brugg, Švicarska, 24. veljače 1997.), bio je hrvatski poljodjelski stručnjak, publicist, novinar, polemičar, pripadnik hrvatske političke emigracije i mecena.
- Matija Poljaković (Subotica, 23. studenog 1909. – Zagreb, 15. ožujka 1973.), hrvatski književnik, dramatik i romansijer.
- Ive Prčić (Subotica, 15. svibnja 1894. – Subotica, 12. svibnja 1959.), bački hrvatski pripovjedač i sakupljatelj narodnih djela.
- Ivo Prćić mlađi (1. travnja 1927. – 2002.) je bio bački hrvatski pjesnik, putopisac, književni kritičar i bibliograf.
- Rudy Perpich (Carson Lake, Minnesota, 27. lipnja 1928. – Minnetonka, Minnesota, 21. rujna 1995.), bio je guverner Minnesote.
- Fra Grgur Peštalić (Baškut, 27. lipnja 1755. – Baja, 1. veljače 1809.) je bački hrvatski književnik.
- Mike Prpich (Kenaston, Saskatchewan, 27. ožujka 1982.) kanadski je profesionalni hokejaš na ledu hrvatskog podrijetla.
- Goran Prpić (Zagreb, 4. svibnja 1964.) bivši je jugoslavenski i hrvatski profesionalni tenisač i trenutačni izbornik hrvatske muške i ženske teniske reprezentacije.
- Blaško Stipan Rajić (Subotica, 7. siječnja 1878. – Subotica, 3. siječnja 1951.),bački hrvatski svećenik, književnik, javni djelatnik i političar.
- Jerko Rukavina (*1699.) je bio knez ražanački. Za hrvatsku je povijest bitan kao vođa seobe Bunjevaca u Liku.
- Juraj (Juco) Rukavina (Perušić, 4. veljače 1898. – Zagreb, lipanj 1945.), bio je hrvatski nacionalni revolucionar.
- Juraj (Gjuro) barun Rukavina Vidovgradski (njem. Georg Freiherr Rukavina von Vidovgrad) (1777. – 1849.), hrvatski časnik, političar i plemenitaš.
- Ivan Sarić (Subotica, 27. lipnja 1876. – Subotica, 23. kolovoza 1966.) je zrakoplovac, športaš, automobilist, biciklist, motociklist.
- Zvonko Sarić (Subotica, 8. ožujka 1963.) je bački hrvatski književnik.
- Vojislav Sekelj (Subotica 20. travnja 1946.) je bački hrvatski književnik.
- Ante Sekulić (Tavankut, 16. studenog 1920. – Zagreb, 18. ožujka 2016.[1]) hrvatski književnik, jezikoslovac, kulturni povjesničar.
- Ante Starčević (Veliki Žitnik, Gospić, 23. svibnja 1823. – Zagreb, 28. veljače 1896.) bio je hrvatski političar, publicist i književnik.
- Dr. David Starčević (Žitnik, Gospić, 1840. – Jastrebarsko, 18. studenog 1908.), hrvatski političar.
- Šime Starčević (Shime Starcsevich) (Klanac, Gospić, 18. travnja 1784. – Karlobag, 14. svibnja 1859.), bio je hrvatski svećenik, bogoslov, gramatičar (slovničar), pravopisac i borac za hrvatski jezik, prethodnik hrvatskih preporoditelja.
- Sandra Šarić (Senj, 8. svibnja 1984.) je hrvatska tekvandoašica i bivša europska prvakinja.
- Petko Vojnić Purčar (odnosno Petar Vojnić Purčar) (Subotica, 16. veljače 1939.) je hrvatski književnik.
- Stipan Vojnić Tunić (25. prosinca 1883. – 4. rujna 1928.) je bio bački hrvatski političar, kulturni i javni djelatnik.
- Fra Stipan Vujević (negdje i kao Stjepan Vujević) (Bereg, Srbija, 7. ožujka 1837. – Slavonski Brod, 17. siječnja 1905.) je bio franjevac provincije sv. Ivana Kapistrana i nacionalni preporoditelj Hrvata u Podunavlju.
- Balint Vujkov (Subotica, 26. svibnja 1912. – Subotica, 23. travnja 1987.) je hrvatski književnik, sakupljač i obrađivač hrvatskih narodnih djela iz Vojvodine i susjednih država, pripovjedač i romanopisac.
- Branko Vukelić (Karlovac, 9. ožujka 1958. – Karlovac, 3. svibnja 2013.), bio je hrvatski političar i bivši ministar obrane u Vladi Republike Hrvatske.
- Lavoslav Vukelić (Bočaj kod Gornjeg Kosinja, 20. ožujka 1840. – Sveti Križ Začretje, 26. ožujka 1879.), bio je hrvatski pjesnik i prevoditelj.
- Miroslav Vukelić Mesalov (Karlobag, 1851. – 20. kolovoza 1925.), otac hrvatskog zagonetaštva.
- Josip Đido Vuković (mađ: Vukovics József) (Bikić, Mađarska, 14. veljače 1890. – Subotica, 4. ožujka 1950.) je bački hrvatski književnik, političar i publicist.
- Tomislav Žigmanov (Tavankut, 12. svibnja 1967.) je hrvatski književnik i publicist iz Vojvodine.

## Vanjske poveznice
- bunjevci.com
- Stevan Mačković, Proslava 250. obljetnice doseljavanja veće skupine Bunjevaca (1686.-1936.)  Arhivirana inačica izvorne stranice od 8. veljače 2012. (Wayback Machine), u Hrvatskoj reviji, broj 3, godište V. / 2005., matica.hr
- Ante Evetovic Miroljub, Petar Pekic and Ante Sokcic, The Croatian Bunjevci, Croatian Almanac 1986, croatianhistory.net, (engl.)
- Matija Evetović, Kulturna povijest bunjevačkih i šokačkih Hrvata (studija), croatianhistory.net